# 耶爾努特
耶爾努特是羅馬尼亞的城鎮，位於該國中部，距離首府特爾古穆列什27公里，由穆列什縣負責管轄，面積106.36平方公里，海拔高度280米，2009年人口9,616，大多數居民信奉東正教。